# Академия изящных искусств (Кунео)
Академия изящных искусств в Кунео (итал. Accademia di belle arti di Cuneo, ABA Cuneo) — художественный университет в итальянском городе Кунео (область Пьемонт), основанный в 1992 году; специализируется на художественном дизайне и реставрации; был реорганизован в 2004 году, введя трехлетние и двухлетние специализированные курсы; имеет представительство в Монако и является членом «Европейской лиги институтов искусств» (ELIA).

## История и описание
Академия изящных искусств (ABA Cuneo) была основана в историческом центре города Кунео (провинция Гранда) в 1992 году. С 2004 года в ней были введены двух- и трехлетние курсы, эквивалентные и соответствующие университетским степеням в области дизайна, графики, моды, мультимедиа, живописи и реставрации. Курс реставрации также проводится в университетском центре города Савильяно и в реставрационной лаборатории, расположившейся в бывшем здании церкви Санта-Кьяра (Кунео).
Академия изящных искусств входит в «Европейскую лигу институтов искусств» (ELIA) и имеет филиал в Монте-Карло (Монако), отвечающий за организацию показов мод, художественных выставок и иных творческих мероприятий студентов. Ещё один филиал был открыт в Милане. Академия также проводит отдельные курсы для всех заинтересованных искусством, включая бесплатную школу живописи.